# 12272 Geddylee
12272 Geddylee eller 1990 SZ3 är en asteroid i huvudbältet som upptäcktes den 22 september 1990 av den amerikanska astronomen Brian P. Roman vid Palomarobservatoriet. Den är uppkallad efter den kanadensiske musikern Geddy Lee
Asteroiden har en diameter på ungefär 6 kilometer. Den tillhör asteroidgruppen Eunomia.